# إليا بانتيليتش
إليا بانتيليتش، من مواليد 2 أغسطس 1942 ، لاعب كرة قدم يوغسلافي سابق. لعب مع منتخب يوغسلافيا لكرة القدم.

## وصلات خارجية
- إليا بانتيليتش على موقع قاعدة بيانات كرة القدم.إي يو (الإنجليزية)
- إليا بانتيليتش على موقع ليكيب (الفرنسية)
- إليا بانتيليتش على موقع ناشيونال فوتبول تيمز (الإنجليزية)